# Torneo de las Seis Naciones 2003
EL Torneo de las Seis Naciones 2003 fue el cuarto de la serie de torneos del Seis Naciones. Si se incluye los anteriores Cuatro Naciones y Cinco Naciones, esta es la 107.ª edición de los campeonatos de rugby del hemisferio norte. El torneo anual fue ganado por Inglaterra, que consiguió el Grand Slam, y ganó más tarde la Copa Mundial de Rugby de 2003.

## Equipos participantes y estadios
- Inglaterra: Twickenham, Londres.
- Francia: Stade de France, Saint-Denis.
- Irlanda: Lansdowne Road, Dublín.
- Italia: Stadio Flaminio, Roma.
- Escocia: Murrayfield, Edimburgo.
- Gales: Millennium Stadium, Cardiff.

## Clasificación final
| Lugar | Selección  | Partidos | Partidos | Partidos  | Partidos | Puntos  | Puntos    | Puntos | Puntos  | Tabla de puntos |
| Lugar | Selección  | Jugados  | Ganados  | Empatados | Perdidos | A favor | En contra | dif.   | ensayos | Tabla de puntos |
| ----- | ---------- | -------- | -------- | --------- | -------- | ------- | --------- | ------ | ------- | --------------- |
| 1     | Inglaterra | 5        | 5        | 0         | 0        | 173     | 46        | +127   | 18      | 10              |
| 2     | Irlanda    | 5        | 4        | 0         | 1        | 119     | 97        | +22    | 10      | 8               |
| 3     | Francia    | 5        | 3        | 0         | 2        | 153     | 75        | +78    | 17      | 6               |
| 4     | Escocia    | 5        | 2        | 0         | 3        | 81      | 161       | -80    | 7       | 4               |
| 5     | Italia     | 5        | 1        | 0         | 4        | 100     | 185       | -85    | 12      | 2               |
| 6     | Gales      | 5        | 0        | 0         | 5        | 82      | 144       | -62    | 10      | 0               |

## Resultados

### Jornada 1
| 15 de febrero2003 13:30 GMT | Italia                                                                                      | 30 – 22 | Gales                                                          | Stadio Flaminio, Roma,                                 |                                                        |
|                             | Ensayos: De Carli, Festuccia, Phillips Con: Domínguez (3) GC: Domínguez (2) Drop: Domínguez |         | Ensayos: Shanklin, S. Williams Peel Con: Harris (2) GC: Harris | Asistencia: 20,000 espectadores Árbitro(s): Joel Jutge | Asistencia: 20,000 espectadores Árbitro(s): Joel Jutge |

| 15 de febrero2003 16:00 GMT | Inglaterra                                                         | 25 – 17 | Francia                                           | Twickenham, Londres,    |                         |
|                             | Ensayos: Robinson Con: Wilkinson GC: Wilkinson (5) Drop: Wilkinson |         | Ensayos: Magne, Poitrenaud, Traille Con: Merceron | Árbitro(s): Paul Honiss | Árbitro(s): Paul Honiss |

| 16 de febrero2003 15:00 GMT | Escocia      | 6 – 36 | Irlanda                                                                 | Murrayfield, Edimburgo, |                         |
|                             | GC: Ross (2) |        | Ensayos: Hickie, Murphy, Humphreys Con: Humphreys (3) GC: Humphreys (5) | Árbitro(s): Andrew Cole | Árbitro(s): Andrew Cole |

### Jornada 2
| 22 de febrero2003 14:30 GMT | Italia                            | 13 – 37 | Irlanda                                                                                      | Stadio Flaminio, Roma,      |                             |
|                             | Ensayos: Dallan GC: Domínguez Pez |         | Ensayos: Stringer, O'Driscoll, Kelly, Humphreys, Murphy Con: Humphreys (3) GC: Humphreys (2) | Árbitro(s): Tony Spreadbury | Árbitro(s): Tony Spreadbury |

| 22 de febrero2003 17:30 GMT | Gales                | 9 – 26 | Inglaterra                                                                           | Millennium estadio, Cardiff, |                         |
|                             | GC: Ceri Sweeney (3) |        | Ensayos: Greenwood, Worsley Con: Wilkinson (2) GC: Wilkinson (2) Drop: Wilkinson (2) | Árbitro(s): Steve Walsh      | Árbitro(s): Steve Walsh |

| 23 de febrero2003 14:00 GMT | Francia                                                                     | 38 – 3 | Escocia      | Stade de France, París,    |                            |
|                             | Ensayos: Pelous, Poitrenaud, Traille, Rougerie Con: Gelez (3) GC: Gelez (4) |        | GC: Paterson | Árbitro(s): Peter Marshall | Árbitro(s): Peter Marshall |

### Jornada 3
| 8 de marzo2003 14:00 GMT | Irlanda                        | 15 – 12 | Francia       | Lansdowne Road, Dublín,  |                          |
|                          | GC: Humphreys (4) Drop: Murphy |         | GC: Gelez (4) | Árbitro(s): Andre Watson | Árbitro(s): Andre Watson |

| 8 de marzo2003 16:00 GMT | Escocia                                                               | 30 – 22 | Gales                                                               | Murrayfield, Edimburgo,  |                          |
|                          | Ensayos: Douglas, Taylor, Paterson Con: Paterson (3) GC: Paterson (3) |         | Ensayos: Cooper, Taylor, R. Williams Con: S. Jones (2) GC: S. Jones | Árbitro(s): Pablo Deluca | Árbitro(s): Pablo Deluca |

| 9 de marzo2003 14:00 GMT | Inglaterra                                                                               | 40 – 5 | Italia                  | Twickenham, Londres,      |                           |
|                          | Ensayos: Lewsey (2), Thompson, Simpson-Daniel, Tindall, Luger Con: Wilkinson (4), Dawson |        | Ensayos: Mi. Bergamasco | Árbitro(s): Alain Rolland | Árbitro(s): Alain Rolland |

### Jornada 4
| 22 de marzo2003 14:00 GMT | Gales                                                                   | 24 – 25 | Irlanda                                             | Millennium estadio, Cardiff, |                          |
|                           | Ensayos: S. Jones, M. Williams, Thomas Con: S. Jones (3) Drop: S. Jones |         | Ensayos: Gleeson (2) GC: Humphreys (4) Drop: O'Gara | Árbitro(s): Steve Lander     | Árbitro(s): Steve Lander |

| 22 de marzo2003 16:00 GMT | Inglaterra                                                                              | 40 – 9 | Escocia          | Twickenham, Londres,   |                        |
|                           | Ensayos: Robinson (2), Cohen, Lewsey Con: Wilkinson (3), Paul Grayson GC: Wilkinson (4) |        | GC: Paterson (3) | Árbitro(s): Alan Lewis | Árbitro(s): Alan Lewis |

| 23 de marzo2003 14:00 GMT | Italia                                                               | 27 – 53 | Francia                                                                                              | Stadio Flaminio, Roma,     |                            |
|                           | Ensayos: Pez, Mi. Bergamasco, Persico, Phillips Con: Pez (2) GC: Pez |         | Ensayos: Traille (2), Rougerie (2), Betsen, Michalak, Castaignède Con: Yachvili (6) GC: Yachvili (2) | Árbitro(s): Nigel Williams | Árbitro(s): Nigel Williams |

### Jornada 5
| 29 de marzo2003 13:00 GMT | Francia                                                                  | 33 – 5 | Gales                  | Stade de France, París,   |                           |
|                           | Ensayos: Castaginède, Clerc, Michalak Con: Yachvili (3) GC: Yachvili (4) |        | Ensayos: Gareth Thomas | Árbitro(s): Paddy O'Brien | Árbitro(s): Paddy O'Brien |

| 29 de marzo2003 15:00 GMT | Escocia                                                                     | 33 – 25 | Italia                                                        | Murrayfield, Edimburgo, |  |
|                           | Ensayos: White, McLaren, Logan, Paterson Con: Paterson (2) GC: Paterson (3) |         | Ensayos: Mi. Bergamasco, Pez, Palmer Con: Pez (2) GC: Pez (2) |                         |  |

| 30 de marzo2003 14:00 GMT | Irlanda           | 6 – 42 | Inglaterra | Lansdowne Road, Dublín, |  |
|                           | GC: Humphreys (2) |        | Ensayos: Greenwood (2), Dallaglio, Tindall, Luger Con: Wilkinson (3), Grayson GC: Wilkinson Drop: Wilkinson (2) |                         |  |